# Apostolos Liolidīs
Apostolos Liolidīs (in greco: Απόστολος Λιολίδης; Salonicco, 13 agosto 1977) è un ex calciatore greco, di ruolo attaccante.

## Carriera

### Club
Liolidis ha esordito a diciotto anni con la maglia dell'Aris Salonicco, nel campionato 1995-1996. Nella sua prima stagione, ha segnato due reti in tre partite. Dalla stagione successiva, anche a causa di numerose cessioni da parte del club, Liolidis si è ritrovato come seconda punta titolare. Nell'estate 2002, ha effettuato un provino con il Perugia, che lo ha però scartato. Ha così risolto il contratto con l'Aris e ha firmato per l'Atalanta, diventando così il primo greco nella storia della squadra.
Liolidis ha esordito con l'Atalanta il 26 settembre 2002, nella partita contro la Sampdoria in Coppa Italia, entrando al posto di Fausto Rossini nella mezz'ora finale. Durante la gara di ritorno, è partito da titolare e ha fornito l'assist per la rete di Gianni Comandini. Al termine della gara, il tecnico Giovanni Vavassori lo ha bocciato e il giocatore è sceso in campo solo altre due volte, contro l'Udinese e contro il Chievo Verona, per un totale di soli ventitré minuti. A gennaio 2003, quindi, l'Atalanta lo ha messo sul mercato e Liolidis ha effettuato un provino con i cinesi del Chongqing Lifan, ma alla fine del mercato ha scelto di passare in prestito all'Alzano Virescit. Qui ha segnato molto e ha fornito diversi assist ma, al termine della stagione, la squadra è retrocessa in Serie C2 ed è successivamente fallita, a causa di problemi economici.
È quindi tornato, a parametro zero, in Grecia, al Panionios, ma non ha trovato molto spazio. Pochi mesi dopo, quindi, è tornato all'Aris, ma anche qui non è riuscito a conquistare un posto da titolare. Successivamente, ha giocato per due squadre delle serie inferiori greche, il Niki Volos e l'Ilioupoli.
Dal 2008 è un calciatore del Kalamata, con cui conclude la carriera l'anno successivo.

### Nazionale
Ha giocato nella nazionale greca Under-21.
Apostolos Liolidis è sceso due volte in campo con la maglia della Grecia e ha segnato una rete nella vittoria per tre a zero degli ellenici su El Salvador.

## Statistiche

### Cronologia presenze e reti in nazionale
| Cronologia completa delle presenze e delle reti in nazionale ― Grecia | Cronologia completa delle presenze e delle reti in nazionale ― Grecia | Cronologia completa delle presenze e delle reti in nazionale ― Grecia | Cronologia completa delle presenze e delle reti in nazionale ― Grecia | Cronologia completa delle presenze e delle reti in nazionale ― Grecia | Cronologia completa delle presenze e delle reti in nazionale ― Grecia | Cronologia completa delle presenze e delle reti in nazionale ― Grecia | Cronologia completa delle presenze e delle reti in nazionale ― Grecia |
| Data                                                                  | Città                                                                 | In casa                                                               | Risultato                                                             | Ospiti                                                                | Competizione                                                          | Reti                                                                  | Note                                                                  |
| --------------------------------------------------------------------- | --------------------------------------------------------------------- | --------------------------------------------------------------------- | --------------------------------------------------------------------- | --------------------------------------------------------------------- | --------------------------------------------------------------------- | --------------------------------------------------------------------- | --------------------------------------------------------------------- |
| 5-2-1999                                                              | Nicosia                                                               | Grecia                                                                | 1 – 0                                                                 | Belgio                                                                | Torneo di Cipro 1999 - Finale                                         | -                                                                     | 67’                                                                   |
| 20-8-1999                                                             | Kavala                                                                | Grecia                                                                | 3 – 0                                                                 | El Salvador                                                           | Amichevole                                                            | 1                                                                     | 60’                                                                   |
| Totale                                                                |                                                                       | Presenze                                                              | 2                                                                     |                                                                       | Reti                                                                  | 1                                                                     |                                                                       |

| Cronologia completa delle presenze e delle reti in nazionale ― Grecia under 21 | Cronologia completa delle presenze e delle reti in nazionale ― Grecia under 21 | Cronologia completa delle presenze e delle reti in nazionale ― Grecia under 21 | Cronologia completa delle presenze e delle reti in nazionale ― Grecia under 21 | Cronologia completa delle presenze e delle reti in nazionale ― Grecia under 21 | Cronologia completa delle presenze e delle reti in nazionale ― Grecia under 21 | Cronologia completa delle presenze e delle reti in nazionale ― Grecia under 21 | Cronologia completa delle presenze e delle reti in nazionale ― Grecia under 21 |
| Data                                                                           | Città                                                                          | In casa                                                                        | Risultato                                                                      | Ospiti                                                                         | Competizione                                                                   | Reti                                                                           | Note                                                                           |
| ------------------------------------------------------------------------------ | ------------------------------------------------------------------------------ | ------------------------------------------------------------------------------ | ------------------------------------------------------------------------------ | ------------------------------------------------------------------------------ | ------------------------------------------------------------------------------ | ------------------------------------------------------------------------------ | ------------------------------------------------------------------------------ |
| 26-3-1999                                                                      | Atene                                                                          | Grecia under 21                                                                | 2 – 1                                                                          | Norvegia under 21                                                              | Qual. Europeo Under-21 2000                                                    | -                                                                              | 89’                                                                            |
| 30-3-1999                                                                      | Ozolnieki                                                                      | Lettonia under 21                                                              | 0 – 2                                                                          | Grecia under 21                                                                | Qual. Europeo Under-21 2000                                                    | -                                                                              | 42’                                                                            |
| 4-6-1999                                                                       | Tbilisi                                                                        | Georgia under 21                                                               | 1 – 1                                                                          | Grecia under 21                                                                | Qual. Europeo Under-21 2000                                                    | -                                                                              | 75’                                                                            |
| 8-6-1999                                                                       | Atene                                                                          | Grecia under 21                                                                | 6 – 0                                                                          | Lettonia under 21                                                              | Qual. Europeo Under-21 2000                                                    | 1                                                                              | 78’                                                                            |
| 3-9-1999                                                                       | Hønefoss                                                                       | Norvegia under 21                                                              | 2 – 1                                                                          | Grecia under 21                                                                | Qual. Europeo Under-21 2000                                                    | -                                                                              | 66’                                                                            |
| 7-9-1999                                                                       | Atene                                                                          | Grecia under 21                                                                | 5 – 2                                                                          | Albania under 21                                                               | Qual. Europeo Under-21 2000                                                    | -                                                                              | 86’                                                                            |
| Totale                                                                         |                                                                                | Presenze                                                                       | 6                                                                              |                                                                                | Reti                                                                           | 1                                                                              |                                                                                |

## Palmarès

### Club

#### Competizioni nazionali
- Beta Ethniki: 1

Aris Salonicco: 1997-1998